# Confédération Africaine de Volleyball
La Confédération Africaine de Volleyball (CAVB) è l'organo di governo della pallavolo africana ed ha sede al Cairo, Egitto.

## Competizioni CAVB

### Competizioni per squadre nazionali
- Campionato africano maschile
- Campionato africano femminile
- Campionato africano maschile under 23
- Campionato africano femminile under 23
- Campionato africano maschile under 21
- Campionato africano femminile under 20
- Campionato africano maschile under 19
- Campionato africano femminile under 18

### Competizioni per club
- African Cup of Champions Clubs maschile
- African Cup of Champions Clubs femminile

## Federazioni affiliate
| Codice | Paese               | Federazione                                                        |
| ------ | ------------------- | ------------------------------------------------------------------ |
| ALG    | Algeria             | Fédération Algérienne de Volley-Ball                               |
| ANG    | Angola              | Federação Angolana de Voleibol                                     |
| BDI    | Burundi             | Fédération Burundaise de Volleyball                                |
| BEN    | Benin               | Fédération Beninoise de Volley-Ball                                |
| BOT    | Botswana            | Botswana Volleyball Federation                                     |
| BUR    | Burkina Faso        | Fédération Burkinabée de Volley-Ball                               |
| CAF    | Rep. Centrafricana  | Federation Centrafricaine de Volleyball                            |
| CGO    | Rep. del Congo      | Fédération Congolaise de Volley-Ball                               |
| CHA    | Ciad                | Fédération Tchadienne de Volley-Ball                               |
| CIV    | Costa d'Avorio      | Fédération Ivoirienne de Volley-Ball                               |
| CMR    | Camerun             | Fédération Camerounaise de Volley-Ball                             |
| COD    | RD del Congo        | Fédération de Volley-Ball du Congo                                 |
| COM    | Comore              | Fédération Comorienne de Volley-Ball                               |
| CPV    | Capo Verde          | Federação Cabo-Verdiana de Voleibol                                |
| DJI    | Gibuti              | Fédération Djiboutienne de Volley-Ball                             |
| EGY    | Egitto              | Egyptian Volleyball Federation                                     |
| ERT    | Eritrea             | Eritrean National Volleyball Federation                            |
| ETH    | Etiopia             | Ethiopian Volleyball Federation                                    |
| GAB    | Gabon               | Fédération Gabonaise de Volley-Ball                                |
| GAM    | Gambia              | Gambia Volleyball Association                                      |
| GBS    | Guinea-Bissau       | Federação de Voleibol da Guine-Bissau                              |
| GEQ    | Guinea Equatoriale  | Federación Ecuatoguineana de Voleibol                              |
| GHA    | Ghana               | Ghana Volleyball Federation                                        |
| GUI    | Guinea              | Fédération Guineenne de Volley-Ball                                |
| KEN    | Kenya               | Kenya Volleyball Association                                       |
| LBA    | Libia               | Libyan Volleyball Federation                                       |
| LBR    | Liberia             | Liberia Volleyball Federation                                      |
| LES    | Lesotho             | Lesotho National Volleyball Association                            |
| MAD    | Madagascar          | Fédération Malagasy de Volleyball                                  |
| MAR    | Marocco             | Fédération Royale Marocaine de Volley-Ball                         |
| MAW    | Malawi              | Volleyball Association of Malawi                                   |
| MLI    | Mali                | Fédération Malienne de Volleyball                                  |
| MOZ    | Mozambico           | Federação Moçambicana de Voleibol                                  |
| MRI    | Mauritius           | Mauritius Volleyball Association                                   |
| MTN    | Mauritania          | Fédération de volley-ball de la République islamique de Mauritanie |
| NAM    | Namibia             | Namibian Volleyball Federation                                     |
| NGR    | Nigeria             | Nigerian Volleyball Federation                                     |
| NIG    | Niger               | Fédération Nigérienne de Volley-Ball                               |
| RSA    | Sudafrica           | Volleyball South Africa                                            |
| RWA    | Ruanda              | Fédération Rwandaise de Volleyball                                 |
| SEN    | Senegal             | Fédération Sénégalaise de Volley-Ball                              |
| SEY    | Seychelles          | Seychelles Volleyball Federation                                   |
| SLE    | Sierra Leone        | Fédération de Volley-Ball de la Sierra Leone                       |
| SOM    | Somalia             | Somali Volleyball Federation                                       |
| STP    | São Tomé e Príncipe | Federação Santomense de Voleibol                                   |
| SUD    | Sudan               | Sudan Volleyball Association                                       |
| SWZ    | eSwatini            | eSwatini National Volleyball Association                           |
| TAN    | Tanzania            | Tanzania Volleyball Association                                    |
| TOG    | Togo                | Fédération Togolaise de Volley-Ball                                |
| TUN    | Tunisia             | Fédération Tunisienne de Volley-Ball                               |
| UGA    | Uganda              | Uganda Volleyball Federation                                       |
| ZAM    | Zambia              | Zambia Volleyball Association                                      |
| ZIM    | Zimbabwe            | Zimbabwe Volleyball Association                                    |